# Premariacco
Premariacco (tiếng Friulia; Premariâs) là một đô thị ở tỉnh Udine trong vùng Friuli-Venezia Giulia thuộc Ý, có cự ly khoảng 60 km về phía tây bắc của Trieste và khoảng 13 km về phía đông của Udine.
Premariacco giáp các đô thị: Buttrio, Cividale del Friuli, Corno di Rosazzo, Manzano, Moimacco, Pradamano, Remanzacco.